# 斯涅日诺戈尔斯克 (克拉斯诺亚尔斯克边疆区)
斯涅日诺戈尔斯克（羅馬化：Snezhnogorsk）是俄罗斯克拉斯诺亚尔斯克边疆区的市级镇，属边疆区辖市诺里尔斯克市，位于叶尼塞河一支流汉泰卡河上的汉泰水库（Хантайское вдхр.）沿岸，地处克拉斯诺亚尔斯克边疆区北部，在诺里尔斯克南偏西、边疆区首府克拉斯诺亚尔斯克西北方。
斯涅日诺戈尔斯克是诺里尔斯克以南一飞地，四周为泰梅尔多尔干-涅涅茨区所环绕。该地2021年人口有598人；2010年人口887；2002年人口1,306；1989年人口2,206。